# Манжироїт
Манжирої́т (рос. манжироит; англ. manjiroite; нім. Manjiroit m) — мінерал, водний оксид марганцю з домішками лугів.

## Загальний опис
Хімічна формула: (Na, K) (Mn4+)8O16•nH2O.
Склад у % (з родов. Кохаре): Na2O — 2,99; K2O — 1,39; MnO2 — 85,79; MnO — 3,17; H2O+ — 3,92; H2O- — 0,68. Домішки: Al2O3 (0,62); Fe2O3 (0,40); CaO (0,22); BaO (0,16); SiO2 (0,12); MgO (0,18); ZnO (0,03); CuO (0,03).
Сингонія тетрагональна.
Утворює щільні натічні маси розміром до 10×8×5 см.
Густина 4,29.
Колір бурувато-сірий, в шліфах не прозорий.
Злам раковистий.
Знайдений у зоні окиснення манґанового родовища Кохаре (Японія) разом з піролюзитом, нсутитом і ґетитом.
За ім'ям япон. мінералога Манжіро Ватанабе (Manjiro Watanabe), M. Nambu, K. Tanida, 1967.